# Solana Sierra
Solana Sierra (Mar del Plata, 17 de junio de 2004) es una tenista argentina, finalista en 2022 de Roland Garros Júnior.
Sierra hizo su debut en la Copa Billie Jean King con Argentina en 2022, con victorias frente a la colombiana Yuliana Lizarazo, la brasileña Laura Pigossi, la guatemalteca Melissa Morales y la mexicana Marcela Zacarías.

## Trayectoria
Sierra comenzó a jugar tenis a la edad de tres años y prefiere las canchas duras. Juega principalmente en el Tour Mundial de Tenis Femenino de la ITF, donde ganó un título de dobles.
En 2021, compitió en los cuatro Grand Slams en las competencias de individuales y dobles femeninos junior, donde no logró pasar de la primera ronda en el Abierto de Australia, el Abierto de Francia y Wimbledon. En el US Open 2021, sin embargo, pudo llegar a las semifinales con victorias sobre Sarah Hamner, Ane Mintegi del Olmo, Matilda Mutavdzic y Elvina Kalieva, donde luego perdió ante la eventual campeona Robin Montgomery 6-2, 3-6 y 4-6.
En el WTA de Buenos Aires, recibió un tarjeta de invitación para el cuadro principal de individuales femeninos, donde venció a Sol Faga para avanzar a los octavos de final, pero luego perdió ante Despina Papamichail 6-76 y 4-6.
En la Copa LP Chile 2021 también recibió una invitación para el cuadro principal de individuales femenino, perdiendo su partido inaugural ante Irina Bara por 3-6 y 3-6.
El 4 de julio de 2022 llega a la final junior de Roland Garros ante la checa Lucie Havlickova cayendo por 6-3 6-3.
El domingo 21 de agosto de 2022, a la edad de 18 años, consiguió su primer título a nivel profesional en el W15 de Cancún 17A (ITF México 17A), México, al superar a la china Han Jiangxue con un marcador de 2-6, 6-3 y 7-6 (7) en dos horas y 52 minutos de juego. De este modo, se sacó las ganas de alzar la corona, luego de haber perdido en marzo de este año en la definición del W15 de Palmanova, España, ante la local Maristany Zuleta de Reales.
Domingo 28 de agosto de 2022, logra el segundo título en una semana, en el W15 de Cancún 18A (ITF México 18A), México al superar a la local, Victoria Rodríguez por 6-3, 6-3.

## WTA 125s (1; 1+0)

### Individuales (1)
| N.º | Fecha              | Torneo      | Superficie    | Oponente            | Resultado |
| --- | ------------------ | ----------- | ------------- | ------------------- | --------- |
| 1.  | 6 de abril de 2025 | Antalya III | Tierra batida | Leyre Romero Gormaz | 6-3, 6-4  |

## ITF Finales en el circuito

### Títulos (15; 14+1)
| Premios                  |
| ------------------------ |
| torneos de USD 100,000   |
| torneos de USD 75/80,000 |
| torneos de USD 50/60,000 |
| torneos de USD 25/35,000 |
| torneos de USD 15,000    |

#### Individuales (14)
| Resultado | G / P | Fecha           | Torneos                                  | Nivel  | Superficie | Adversaria              | Resultado      |
| --------- | ----- | --------------- | ---------------------------------------- | ------ | ---------- | ----------------------- | -------------- |
| Derrota   | 0–1   | Marzo 2022      | ITF Palmanova (Baleares), España         | 15,000 | Arcilla    | Guiomar Maristany       | 3–6, 2–6       |
| Victoria  | 1–1   | Agosto 2022     | ITF Cancún, México                       | 15,000 | Dura       | Han Jiangxue            | 2–6, 6–3, 7–67 |
| Victoria  | 2–1   | Agosto 2022     | ITF Cancún, México                       | 15,000 | Dura       | Victoria Rodríguez      | 6–3, 6–3       |
| Victoria  | 3–1   | Octubre 2022    | ITF Eldorado (Misiones), Argentina       | 15,000 | Arcilla    | Luisina Giovannini      | 6–3, 6–3       |
| Victoria  | 4–1   | Febrero 2023    | ITF Tucumán, Argentina                   | 25,000 | Arcilla    | Rosa Vicens Mas         | 6–2, 6–2       |
| Derrota   | 4–2   | Abril 2023      | ITF Guayaquil, Ecuador                   | 25,000 | Arcilla    | Julia Riera             | 4–6, 6–4, 4–6  |
| Derrota   | 4–3   | Julio 2023      | ITF Bragado, Argentina                   | 25,000 | Arcilla    | Martina Capurro Taborda | 4–6, 1–6       |
| Derrota   | 4–4   | Agosto 2023     | ITF Junín, Argentina                     | 25,000 | Arcilla    | Martina Capurro Taborda | 6–3, 6–72, 1–6 |
| Victoria  | 5–4   | Septiembre 2023 | ITF Zaragoza, España                     | 25,000 | Arcilla    | Guillermina Naya        | 4–6, 6–2, 6–2  |
| Victoria  | 6–4   | Octubre 2023    | ITF Mendoza, Argentina                   | 25,000 | Arcilla    | Martina Capurro Taborda | 6–1, 6–3       |
| Victoria  | 7–4   | Enero 2024      | ITF Buenos Aires, Argentina              | 35,000 | Arcilla    | Alice Rame              | 6–1, 6–4       |
| Victoria  | 8–4   | Julio 2024      | ITF Guecho, España                       | 35,000 | Arcilla    | Lucía Cortez Llorca     | 6–2, 6–1       |
| Victoria  | 9–4   | Julio 2024      | ITF Turín, Italia                        | 35,000 | Arcilla    | Guiomar Maristany       | 4–6, 6–2, 6–0  |
| Victoria  | 10–4  | Agosto 2024     | ITF Pilar, Argentina                     | 35,000 | Arcilla    | Lucciana Pérez          | 2–6, 6–2, 6–1  |
| Victoria  | 11–4  | Septiembre 2024 | ITF Tucumán, Argentina                   | 50,000 | Arcilla    | Giorgia Pedone          | 6–2, 6–2       |
| Victoria  | 12–4  | Septiembre 2024 | ITF Pilar, Argentina                     | 50,000 | Arcilla    | Leolia Jeanjean         | 6–2, ret.      |
| Victoria  | 13–4  | Enero 2025      | ITF Vero Beach (Florida), Estados Unidos | 75,000 | Arcilla    | Whitney Osuigwe         | 6–76, 6–4, 7–5 |
| Victoria  | 14–4  | Abril 2025      | ITF Bellinzona, Suiza                    | 75,000 | Arcilla    | Silvia Ambrosio         | 6–4, 6–0       |

#### Dobles (1)
| Resultado | N.º | Fecha           | Torneo               | Nivel  | Superficie | Compañera        | Adversarias              | Puntaje          |
| --------- | --- | --------------- | -------------------- | ------ | ---------- | ---------------- | ------------------------ | ---------------- |
| Victoria  | 1-0 | Septiembre 2023 | ITF Zaragoza, España | 25,000 | Arcilla    | Martina Colmegna | Kimmi Hance Ashley Lahey | 4–6, 6–4, [10–8] |

## Finalista de Torneos Júniors de Grand Slam

### Individuales Mujeres: 1 (Subcampeonato)
| Resultado | Año  | Torneo                  | Superficie | Oponente         | Resultado |
| --------- | ---- | ----------------------- | ---------- | ---------------- | --------- |
| Derrota   | 2022 | Torneo de Roland Garros | Arcilla    | Lucie Havlíčková | 3–6, 3–6  |

## Participaciones en la Copa Billie Jean King 2022

### Individuales (4-1)
| Año  | Categoría                            | Instancia                            | Sede               | Superficie    | País rival | Oponente         | Resultado                 | Serie |
| 2022 | Zona de América I                    | Fase de grupos                       | Salinas, Ecuador   | Dura          | Colombia   | Yuliana Lizarazo | 6-2, 6-3                  | 3-0   |
| 2022 | Zona de América I                    | Fase de grupos                       | Salinas, Ecuador   | Dura          | Brasil     | Laura Pigossi    | 7-6(7-1), 4-6, 7-6(14-12) | 1-2   |
| 2022 | Zona de América I                    | Fase de grupos                       | Salinas, Ecuador   | Dura          | Guatemala  | Melissa Morales  | 6-4, 6-0                  | 3-0   |
| 2022 | Zona de América I                    | Final                                | Salinas, Ecuador   | Dura          | México     | Marcela Zacarías | 7-5, 6-1                  | 2-0   |
| 2022 | Playoff por ascenso a los Qualifiers | Playoff por ascenso a los Qualifiers | Tucumán, Argentina | Tierra batida | Brasil     | Laura Pigossi    | 2-6, 0-6                  | 1-3   |

## Redes sociales
- Twitter

- Instagram

- Datos: Q111324826
- Multimedia: Solana Sierra / Q111324826